# Litsea beddomei
Espèce
Statut de conservation UICN

 EN B1+2c : En danger
Litsea beddomei est une espèce de plantes à fleurs de la famille des Lauraceae.

## Publication originale
- The Flora of British India 5: 177. 1886.